# Méréville (Essonne)
Pour les articles homonymes, voir Méréville.
Ne doit pas être confondu avec Mérinville.
Méréville (prononcé [meʁevil] ) est une ancienne commune française située dans le département de l'Essonne en région Île-de-France.
Le 1er janvier 2019, elle fusionne avec Estouches pour former la commune nouvelle du Mérévillois.
Ses habitants sont appelés les Mérévillois.

## Géographie

### Situation

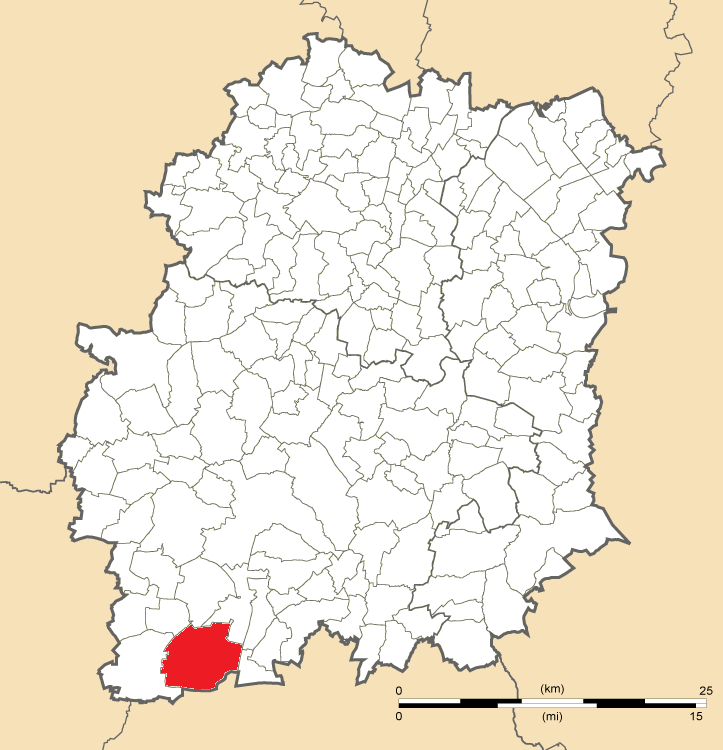
Position de Méréville en Essonne.

Méréville est située à soixante-quatre kilomètres au sud-ouest de Paris-Notre-Dame, point zéro des routes de France, quarante-quatre kilomètres au sud-ouest d'Évry, quatorze kilomètres au sud-ouest d'Étampes, vingt-quatre kilomètres au sud-est de Dourdan.

### Hydrographie
La commune est traversée par la rivière la Juine. Une station de mesure hydrométrique est implantée dans la commune.

### Relief et géologie
La commune comporte un des sites de la réserve naturelle nationale des sites géologiques de l'Essonne.

### Communes limitrophes
| Monnerville | Saclas Guillerval       | Saint-Cyr-la-Rivière |
| Angerville  | Méréville               | Estouches            |
|             | Autruy-sur-Juine Loiret |                      |

### Voies de communication et transports
Méréville est desservie par plusieurs lignes de bus, dont notamment les lignes 316 à 318 du réseau de bus Essonne Sud Ouest.

### Occupation des solssimplifiée
Le territoire de la commune se compose en 2017 de 90,98 % d'espaces agricoles, forestiers et naturels, 3,19 % d'espaces ouverts artificialisés et 5,83 % d'espaces construits artificialisés.

### Climat
Méréville, située en Île-de-France, bénéficie d'un climat océanique dégradé.

## Toponymie
Merezvilla, Merelisvilla au XIe siècle, Merevillam en 1190, Mereville en 1262.
Au XIe siècle, le nom de la ville est rendu par le latin Merervilla, ce qui semble indiquer selon Bernard Gineste, un ancien seigneur du lieu répondant au nom d'origine germanique Merhier (mar-hari), ou Merila, bien attesté à l'époque sous la forme latine Marharius, et encore attesté comme patronyme. Le lieu est aussi nommé Merilis dans un document du XIe siècle et Merervilla dans le Liber testanum de Saint-Martin des Champs au début du XIIe siècle.
La commune fut créée en 1793 avec son nom actuel.
"La mère-ville" et l'interprétation du nom de la localité ne semble pas concerner le Méréville de la Beauce. L'appellation "Merilis Villa" qui ressemble à l'étymologie du voisin Ansgerii villa (Angerville) semble plus logique. On retrouve d'ailleurs dans certains documents, une appellation de "seigneur de Mérinville".[Information douteuse].
La partie la plus élevée du territoire prit le nom de "Bourg Saint Père" par le fait que, pour racheter son excommunication, le seigneur de Méréville y fit installer huit moines venant de Bonneval, dont son frère (d'où "les saints pères" ?). Le territoire de la vallée (château) et celui de la butte (Saint Père), délimités par une croix toujours en place (croix de la Camuse), se réunifieront plus tard.

## Histoire

### Antiquité et Moyen Âge
La ville de Merervilla au XIe siècle semble tirer son nom de celui d'un ancien seigneur Merier.
"Merevillam" de son nom latin, selon une charte de Philippe Auguste de 1198 entérinant le partage d'héritage de Gauthier de Villebéon, était déjà à l'époque de la charte une vieille châtellenie vicomtale. Au Xe siècle elle appartenait aux vicomtes du Puiset qui y possédaient un manoir bien fortifié, dont Henri Ier s'empara à la Saint-Jean de l'été 1042 et dont il démantela les remparts aux dépens du seigneur Hugues Bardoul. Ayant confisqué la seigneurie, il la donna aux vicomtes d'Étampes. En 1104 une fille de Marc d'Étampes, Liesse, la reçut en dot pour son mariage avec Gui du Puiset, troisième fils du vicomte de Chartres Hugues Blavon, qui prit alors le nom de Gui Ier de Méréville. Son fils Hugues Ier de Méréville lui succéda vers 1144 et décéda en 1186. Ses deux fils, Gui II et Hugues II, se fixèrent du côté de Saint-Denis ; puis Gauthier de Villebéon-Nemours acheta Méréville entre 1186 et 1190. En fait, Orson, le fils de Gautier, était marié à une Liesse de Méréville ; il est fort plausible que cette Liesse, qui portait le prénom de la première dame de Méréville, ait été la fille de Gui II - même si son père est parfois cité comme « Guillaume » - et que Gautier de Villebéon ait racheté les parts des cohéritiers de sa bru pour que cette dernière et son époux Orson/Urs(i)on de Nemours jouissent pleinement de Méréville.
En 1255 Jeanne de Méréville, une (arrière)-petite-fille d'Orson et Liesse, en hérita. Par son mariage avec Guillaume IV de Linières, Méréville passa alors dans la famille de Lignières en Berry, où elle resta jusqu'au milieu du XVe siècle, notamment dans la branche cadette fondée par Godemar (II) de Linières († ap. 1386), sire d'Aschères et Rougemont, Marans, Mennetou et Nançay, fils cadet du baron de Lignières Godemar Ier († 1340) et de sa 2e femme Marguerite de Précigny-Laleu, dame de Marans et de Bridoré ; Godemar Ier était lui-même le fils de Guillaume IV de Linières et de Jeanne de Nemours-Méréville.
Godemar (II) de Linières sert notamment en 1367 sous son beau-frère le maréchal Boucicaut ; de sa femme Jeanne, fille de Louis Ier de Brosse de Boussac, il a entre autres enfants : Godemar (III) († 1396 au voyage de Hongrie qui mena au désastre de Nicopolis), Jean de Linières évêque de Viviers en 1406-1442, et Isabeau, épouse de Jean de Châteauneuf. Godemar (III) et sa femme Agnès Trousseau, fille du vicomte de Bourges Jacques Trousseau et de Philippe de La Châtre, ont Godemar (IV) († ap. 1405), Marguerite (x Jean d'Argenton), Françoise (x Jean de Gamaches de Rosemont), et l'héritière Jeanne de Linières, dame de Mennetou et de Méréville vers 1401, qui marie 1° 1411 Jean de Brisay, puis 2° Dreux de Voudenay/de Vaudenay sire de la Motte-S(e)ully (ou La Motte-Feuilly, plutôt que la Motte-Sully à Beaujeu ; les Voudenay avaient ce bien d'une alliance avec les Sully-Beaujeu-La Cordille).
Les Voudenay héritèrent donc de Mennetou, mais pas de Méréville, que Jeanne de Linières avait dû vendre en 1446 à Aignan II de Saint-Mesmin pour payer ses dettes et procès. Les Saint-Mesmin ne gardèrent pas Méréville, qui dès 1456 passa aux Reilhac de Brigueil, dits désormais vicomtes de Mérinville, suivis par leurs descendants des Monstiers (ou des Moustiers ; à cette famille appartenaient les évêques Charles-François et René).

### Époque moderne
Au début du XVIe siècle, Louis XII accorde au seigneur Bertrand de Reilhac, le droit de tenir quatre foires annuelles ainsi qu'un marché par semaine[réf. nécessaire].
Il y eut encore une cession en 1688, au profit des Delpech (dont Jean Delpech, † 1737, conseiller de Grand'Chambre au Parlement) qui devinrent marquis de Mérinville en 1709 (le titre de comte de Mérinville restant attaché depuis 1775 à une possession languedocienne des Monstiers, Rieux).
Au XVIIIe siècle le château est racheté, à la veille de la Révolution française, par le riche financier Jean-Joseph de Laborde et connaît un grand rayonnement.

### Époque contemporaine
Méréville est occupée par les Allemands du 23 juin 1940 au 16 août 1944.
En 1945, paraît un roman d'un jeune professeur, enfant du pays, Jean-Louis Bory. Mon village à l'heure allemande retrace la vie (avec ses détails truculents) des Mérévillois durant les six derniers mois de l'Occupation. Avec le soutien de la Grande Colette, il obtiendra le prix Goncourt 1945.

### Fusion de communes
Les communes de Méréville, Estouches et Monnerville ont envisagé en 2016 de fusionner en formant une commune nouvelle. Si le conseil municipal de Monnerville a finalement refusé de participer à la fusion, ceux de Méréville et Estouches ont confirmé en juillet 2018 leur volonté de constituer la commune nouvelle du Mérévillois au 1er janvier 2019. Le 28 septembre 2018, le préfet de l'Essonne a signé l'arrêté de création de la commune nouvelle « Le Mérévillois » entre les communes de Méréville et Estouches.
La commune nouvelle est effective au 1er janvier 2019, et Méréville est devenue à cette date une commune déléguée du Mérévillois.

## Politique et administration

### Rattachements administratifs et électoraux
Antérieurement à la loi du 10 juillet 1964, la commune faisait partie du département de Seine-et-Oise. La réorganisation de la région parisienne en 1964 fit que la commune appartient désormais au département de l'Essonne après un transfert administratif effectif au 1er janvier 1968. Elle est rattachée à l'arrondissement d'Étampes.
Pour l'élection des députés, la commune fait partie de la  deuxième circonscription de l'Essonne.
La ville était depuis 1801 le chef-lieu du canton de Méréville. Dans le cadre du redécoupage cantonal de 2014 en France, la commune intègre le canton d'Étampes.

### Intercommunalité
La commune, qui n'était jusqu'alors membre d'aucune intercommunalité à fiscalité propre, intègre le 1er janvier 2013 la communauté de communes de l’Étampois Sud-Essonne créée en 2008. Cette-ci, qui se transforme le 1er janvier 2016 en communauté d'agglomération sous le nom de communauté d'agglomération de l'Étampois Sud-Essonne

### Tendances et résultats politiques
Élections présidentielles,
Résultats des seconds tours :
- Élection présidentielle de 2002 : 81,06 % pour Jacques Chirac (RPR), 18,94 % pour Jean-Marie Le Pen (FN), 82,72 % de participation[27].
- Élection présidentielle de 2007 : 61,27 % pour Nicolas Sarkozy (UMP), 38,73 % pour Ségolène Royal (PS), 85,08 % de participation[28].
- Élection présidentielle de 2012 : 57,25 % pour Nicolas Sarkozy (UMP), 42,75 % pour François Hollande (PS), 81,23 % de participation[29].
- Élection présidentielle de 2017 : 56,45 % pour Emmanuel Macron (LREM), 43,55 % pour Marine Le Pen (FN), 87,78 % de participation[30].

Élections législatives
Résultats des deuxièmes tours : (sauf pour 2007 : 1er tour)
- Élections législatives de 2002 : 64,49 % pour Franck Marlin (UMP), 35,51 % pour Gérard Lefranc (PCF), 61,22 % de participation[31].
- Élections législatives de 2007 : 58,65 % pour Franck Marlin (UMP) élu au premier tour, 15,84 % pour Marie-Agnès Labarre (PS), 62,06 % de participation[32].
- Élections législatives de 2012 : 65,43 % pour Franck Marlin (UMP), 34,57 % pour Béatrice Pèrié (PS), 55,18 % de participation[33].

Élections européennes
Résultats des deux meilleurs scores :
- Élections européennes de 2004 : 19,37 % pour Harlem Désir (PS), 13,55 % pour Marine Le Pen (FN), 44,65 % de participation[34].
- Élections européennes de 2009 : 26,34 % pour Michel Barnier (UMP), 17,67 % pour Daniel Cohn-Bendit (Europe Écologie), 41,19 % de participation[35].

Élections régionales
Résultats des deux meilleurs scores :
- Élections régionales de 2004 : 43,02 % pour Jean-Paul Huchon (PS), 37,07 % pour Jean-François Copé (UMP), 65,37 % de participation[36].
- Élections régionales de 2010 : 52,76 % pour Jean-Paul Huchon (PS), 47,24 % pour Valérie Pécresse (UMP), 46,82 % de participation[37].
- Élections régionales de 2015 : 30,54 % pour Wallerand de Saint-Just (FN), 41,47 % pour Valérie Pécresse (UMP), 52,49 % de participation[38].

Élections cantonales et départementales
Résultats des deuxièmes tours :
- Élections cantonales de 2004 : 51,68 % pour Patrice Chauveau (PCF), 48,32 % pour Franck Marlin (UMP), 65,74 % de participation[39].
- Élections cantonales de 2011 : 67,64 % pour Guy Crosnier (UMP), 32,36 % pour Jacques Met (FN), 41,07 % de participation[40].

Élections municipales
Résultats des deuxièmes tours :
- Élections municipales de 2001 : données manquantes.
- Élections municipales de 2008 : 872 voix pour Céline Aubry (?), 769 voix pour Régine Degez (?), 59,74 % de participation[41].
- Élections municipales de 2014 : Guy Desmurs (DVD) 49,39, J-P Dubois (UG) 28,26, C. Thourigny (Div) 22,34

Référendums
- Référendum de 2000 relatif au quinquennat présidentiel : 71,10 % pour le Oui, 28,90 % pour le Non, 32,04 % de participation[42].
- Référendum de 2005 relatif au traité établissant une Constitution pour l'Europe : 58,68 % pour le Non, 41,32 % pour le Oui, 71,28 % de participation[43].

### Politique locale
Les communes de Méréville, Estouches et Monnerville ont envisagé en 2016 de fusionner en formant une commune nouvelle. Si le conseil municipal de Monnerville a finalement refusé de participer à la fusion, ceux de Méréville et Estouches ont confirmé en juillet 2018 leur volonté de constituer la commune nouvelle du Mérévillois au 1er janvier 2019. Le 28 septembre 2018, le préfet de l'Essonne a signé l'arrêté de création de la commune nouvelle « Le Mérévillois » entre les communes de Méréville et Estouches. La commune nouvelle sera effective au 1er janvier 2019.

## Population et société

### Démographie
Évolution démographique
L'évolution du nombre d'habitants est connue à travers les recensements de la population effectués dans la commune depuis 1793. Pour les communes de moins de 10 000 habitants, une enquête de recensement portant sur toute la population est réalisée tous les cinq ans, les populations de référence des années intermédiaires étant quant à elles estimées par interpolation ou extrapolation. Pour la commune, le premier recensement exhaustif entrant dans le cadre du nouveau dispositif a été réalisé en 2008.

En 2016, la commune comptait 3 129 habitants, en évolution de −2,86 % par rapport à 2010 (Essonne : +2,89 %, France hors Mayotte : +2,11 %).
| 1793  | 1800  | 1806  | 1821  | 1831  | 1836  | 1841  | 1846  | 1851  |
| ----- | ----- | ----- | ----- | ----- | ----- | ----- | ----- | ----- |
| 1 361 | 1 454 | 1 415 | 1 541 | 1 704 | 1 784 | 1 752 | 1 785 | 1 702 |

| 1856  | 1861  | 1866  | 1872  | 1876  | 1881  | 1886  | 1891  | 1896  |
| ----- | ----- | ----- | ----- | ----- | ----- | ----- | ----- | ----- |
| 1 704 | 1 667 | 1 641 | 1 564 | 1 591 | 1 602 | 1 523 | 1 518 | 1 508 |

| 1901  | 1906  | 1911  | 1921  | 1926  | 1931  | 1936  | 1946  | 1954  |
| ----- | ----- | ----- | ----- | ----- | ----- | ----- | ----- | ----- |
| 1 562 | 1 509 | 1 477 | 1 455 | 1 481 | 1 574 | 1 527 | 1 565 | 1 580 |

| 1962  | 1968  | 1975  | 1982  | 1990  | 1999  | 2006  | 2008  | 2013  |
| ----- | ----- | ----- | ----- | ----- | ----- | ----- | ----- | ----- |
| 1 908 | 2 195 | 2 367 | 2 674 | 2 844 | 3 066 | 3 160 | 3 187 | 3 130 |

| 2016  | - | - | - | - | - | - | - | - |
| ----- | - | - | - | - | - | - | - | - |
| 3 129 | - | - | - | - | - | - | - | - |

Pyramide des âges en 2009
| Hommes | Classe d’âge | Femmes |
| ------ | ------------ | ------ |
| 0,4    | 90 ans ou +  | 1,9    |
| 5,8    | 75 à 89 ans  | 8,5    |
| 13,3   | 60 à 74 ans  | 12,0   |
| 23,9   | 45 à 59 ans  | 23,6   |
| 20,2   | 30 à 44 ans  | 20,8   |
| 17,2   | 15 à 29 ans  | 14,9   |
| 19,2   | 0 à 14 ans   | 18,2   |

| Hommes | Classe d’âge | Femmes |
| ------ | ------------ | ------ |
| 0,3    | 90 ans ou +  | 0,8    |
| 4,4    | 75 à 89 ans  | 6,7    |
| 11,3   | 60 à 74 ans  | 11,9   |
| 19,9   | 45 à 59 ans  | 20,0   |
| 21,9   | 30 à 44 ans  | 21,4   |
| 20,6   | 15 à 29 ans  | 19,2   |
| 21,7   | 0 à 14 ans   | 20,0   |

### Enseignement
Les élèves de Méréville sont rattachés à l'académie de Versailles.
La commune dispose sur son territoire d'une école maternelle publique et de l'école élémentaire Jean-Joseph de Laborde et du collège Hubert-Robert.

### Santé
La commune dispose sur son territoire de la maison de retraite Tournebride[réf. nécessaire].

### Sports
En 2019, Méréville possède 2 terrains de football, 1 terrain de basket-ball, 1 piste athlétique, un terrain multi-activités, 1 gymnase, 3 terrains de tennis plein air, 1 terrain de tennis couvert et 1 piscine découverte (ouverte seulement l'été).
Pour les randonneurs, la commune est traversée par le sentier de grande randonnée de pays du Hurepoix, qui relie la vallée de la Bièvre, à celle de l'Essonne, via l'Yvette, l'Orge et la Juine.

### Autres services publics
La commune de Méréville dispose en 2011 sur son territoire d'une agence postale, d'une brigade de gendarmerie nationale et d'un centre de première intervention.

### Lieux de culte

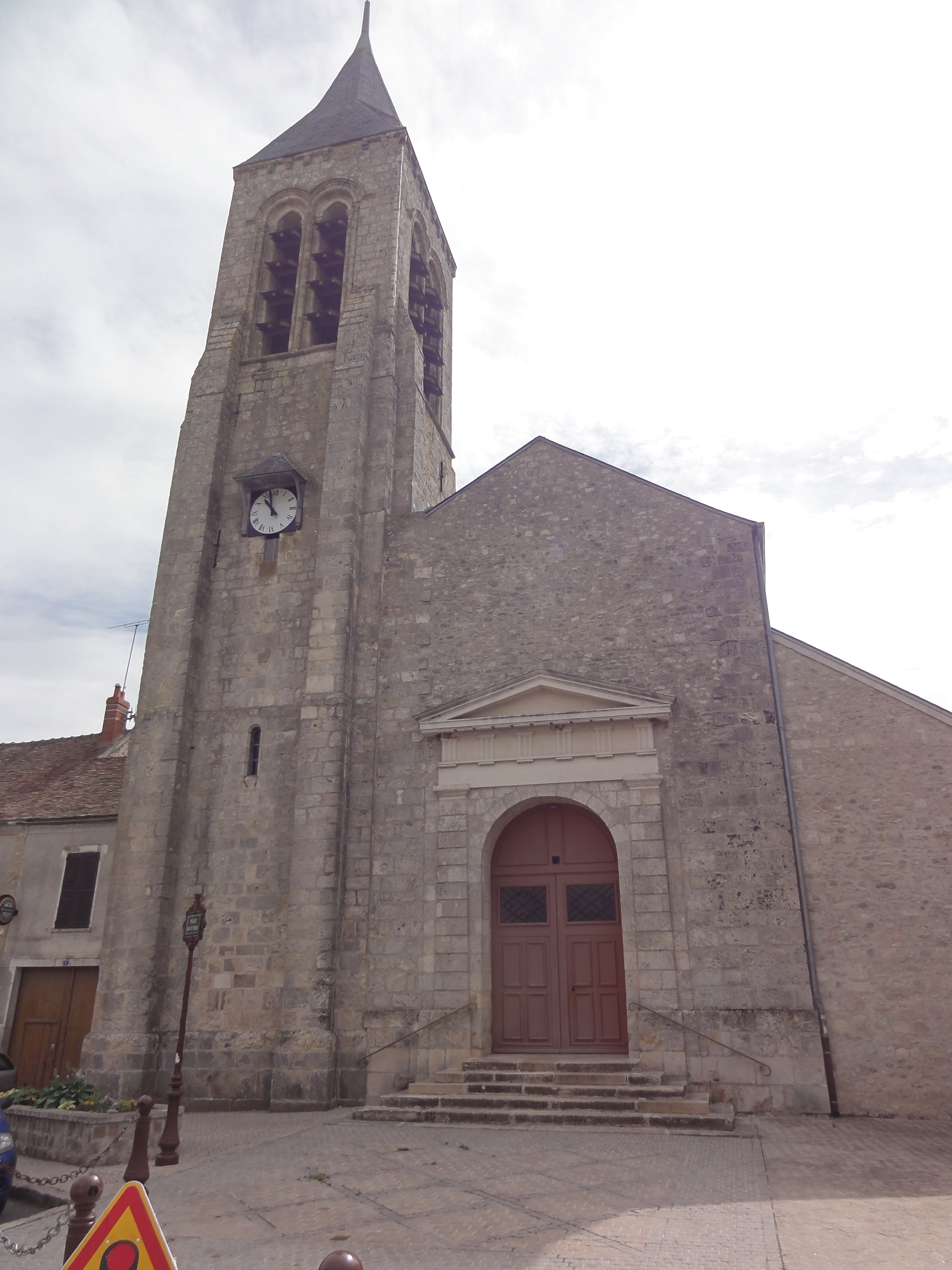
L'église Saint-Pierre-ès-Liens.

La paroisse catholique de Méréville est rattachée au secteur pastoral de Saint-Michel-de-Beauce-Étampes et au diocèse d'Évry-Corbeil-Essonnes.
Elle dispose de l'église Saint-Pierre-ès-Liens. Cet édifice comporte des œuvres d'un enfant du village, le peintre Philippe Cara Costea.

### Médias
Les hebdomadaires Le Républicain et La République du Centre relatent les informations locales. La commune est en outre dans le bassin d'émission des chaînes de télévision France 3 Paris Île-de-France, IDF1 et Téléssonne intégré à Télif.

## Économie

### Emplois, revenus et niveau de vie
En 2006, le revenu fiscal médian par ménage était de 19 323 €, ce qui plaçait la commune au 4 365e rang parmi les 30 687 communes de plus de cinquante ménages que compte le pays et au 167e rang départemental.
| Répartition des emplois par catégories socioprofessionnelles en 2006. |              |                                           |                                                   |                            |                          |                           |
|                                                                       | Agriculteurs | Artisans, commerçants, chefs d’entreprise | Cadres et professions intellectuelles supérieures | Professions intermédiaires | Employés                 | Ouvriers                  |
| Méréville                                                             | 2,9 %        | 8,1 %                                     | 10,6 %                                            | 19,9 %                     | 26,3 %                   | 32,2 %                    |
| Zone d’emploi d’Étampes                                               | 1,8 %        | 6,2 %                                     | 15,1 %                                            | 24,9 %                     | 27,2 %                   | 24,8 %                    |
| Moyenne nationale                                                     | 2,2 %        | 6,0 %                                     | 15,4 %                                            | 24,6 %                     | 28,7 %                   | 23,2 %                    |
| Répartition des emplois par secteurs d’activités en 2006.             |              |                                           |                                                   |                            |                          |                           |
|                                                                       | Agriculture  | Industrie                                 | Construction                                      | Commerce                   | Services aux entreprises | Services aux particuliers |
| Méréville                                                             | 5,2 %        | 16,3 %                                    | 8,6 %                                             | 15,6 %                     | 12,2 %                   | 4,8 %                     |
| Zone d’emploi d’Étampes                                               | 2,9 %        | 16,1 %                                    | 6,7 %                                             | 14,8 %                     | 9,2 %                    | 5,8 %                     |
| Moyenne nationale                                                     | 3,5 %        | 15,2 %                                    | 6,4 %                                             | 13,3 %                     | 13,3 %                   | 7,6 %                     |
| Sources : Insee,                                                      |              |                                           |                                                   |                            |                          |                           |

## Culture locale et patrimoine

### Patrimoine naturel

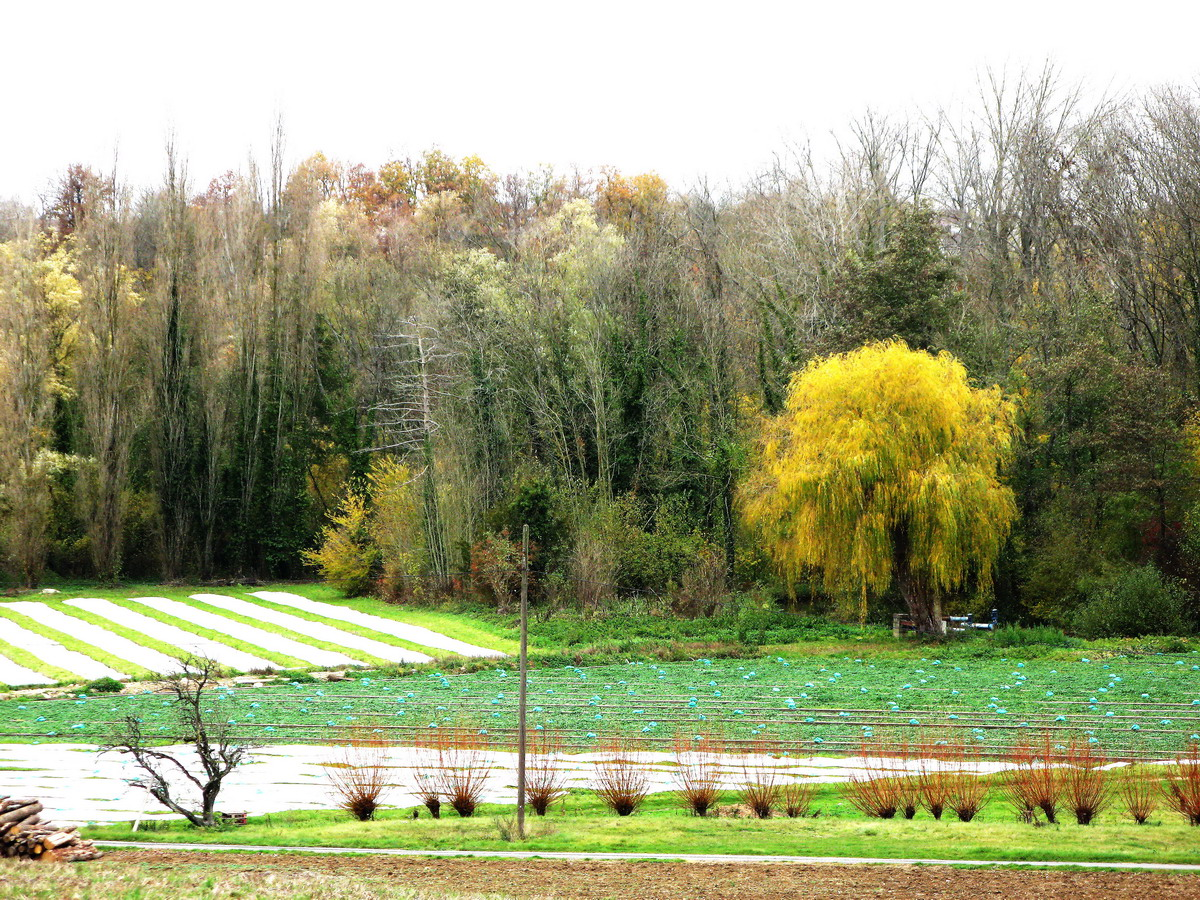
Une cressonnière.

Les berges de la Juine et les bois qui l'entourent ont été recensés au titre des espaces naturels sensibles par le conseil départemental de l'Essonne.
Le cresson est cultivé sur les berges de la Juine depuis plus d'un siècle. Les cressonnières sont en effet un élément remarquable du paysage, labellisées « paysage de reconquête » depuis 1992 par le ministère de l'Environnement, et classées « Site remarquable du goût ».
Le département de l'Essonne est un producteur de cresson de référence : une émission télévisée de France 2 a ainsi présenté en 2017 une visite d'un cressiculteur de Méréville.
En 2016[réf. nécessaire], Méréville reçoit à nouveau le label « Site remarquable du goût » et est nommée « Capitale européenne du Cresson ». Fin mars 2017, la pratique culturale de ce légume à Méréville est entrée à l'inventaire national du patrimoine culturel immatériel sous la référence 2017_67717_INV_PCI_FRANCE_00378.

### Patrimoine architectural
La halle du début de la Renaissance (env. 1511), son château et son parc, la Colonne Trajane et le lavoir du XVIIIe siècle sont les principaux éléments du patrimoine de la commune.
Halles de Méréville
Au début du XVIe siècle, Louis XII accorde au seigneur local, Bertrand de Reilhac, le droit de tenir quatre foires annuelles ainsi qu'un marché par semaine. Ce dernier fit alors édifier la halle que l'on peut encore admirer de nos jours. Ses proportions sont vastes (40 m x 18 m). Sa charpente et ses quatre rangées de piliers sont en chêne. L'ensemble repose sur des socles de pierre.
La halle accueille aujourd'hui de grandes manifestations culturelles (concerts, opéras, potiers d'art, etc.). Elle est classée aux monuments historiques depuis le 13 août 1921. Fête annuelle le week-end de Pâques.
Le château de Méréville

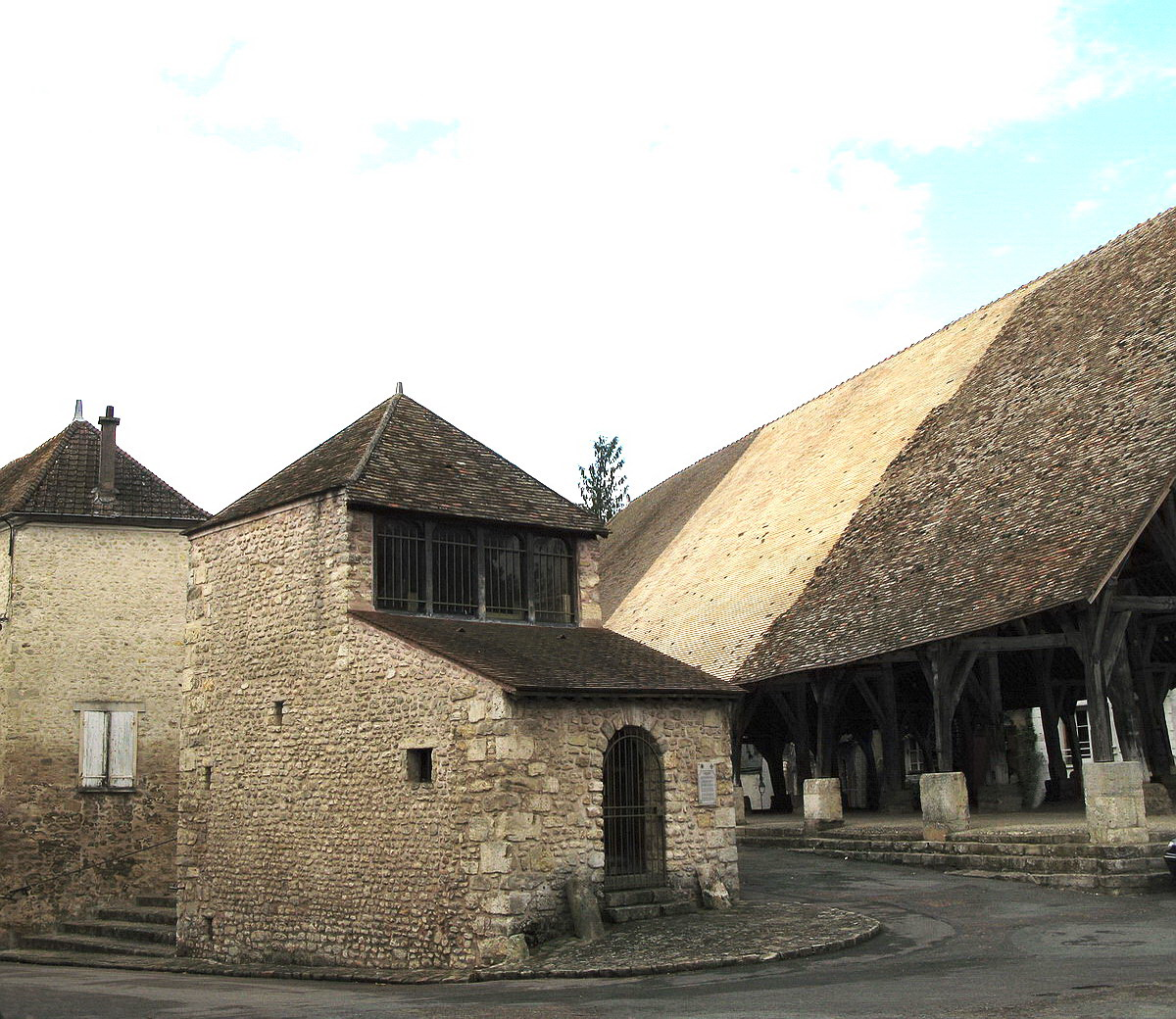
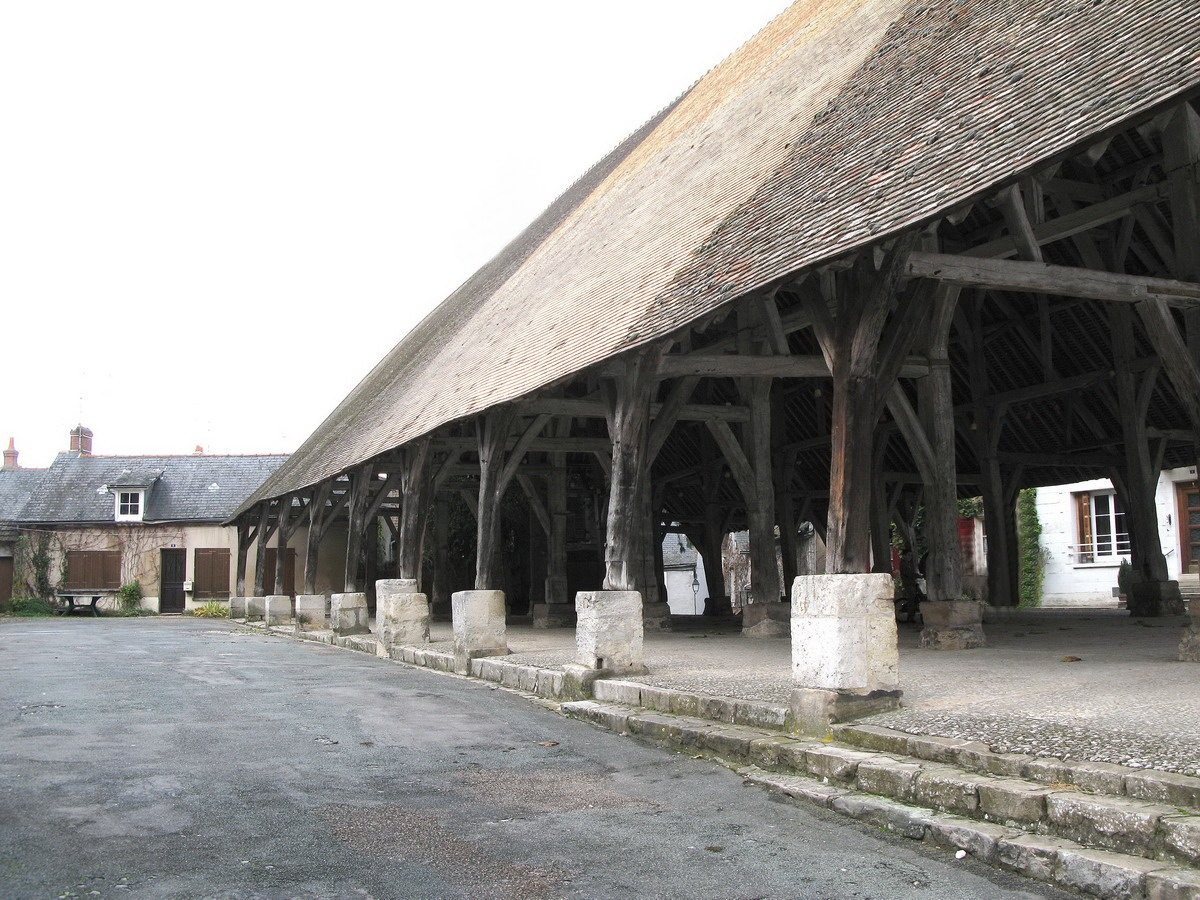

Le château de Méréville est la propriété du conseil départemental de l’Essonne depuis décembre 2000, le domaine de Méréville avec ses fabriques de jardin s'apprécie comme le dernier exemple de jardin pittoresque réalisé à la fin du XVIIIe siècle. Ses démembrements sont soit inscrits soit classés au titre des monuments historiques au fil des années entre 1977 et 2003,.
La Colonne Trajane
Acquise par la commune le 9 septembre 1937[réf. nécessaire] et classée monument historique depuis le 7 septembre 1978, la colonne partie des fabriques du parc du château. Elle fut construite par l'entrepreneur Pailhet entre 1791 et 1792 d'après un dessin d'Hubert Robert qui la nommait « Obélisque antique » et s'était inspiré de la colonne à décoration sculptée qui fut dédiée en 113 par le Sénat romain à l'empereur Trajan.
Haute de 100 pieds (33 mètres), il faut gravir 199 marches pour atteindre le sommet. En 1793, elle fut utilisée par Delambre et son assistant Bellet pour des opérations de mesures de l'arc du méridien terrestre qui devaient servir à déterminer le mètre-étalon (calculé comme la dix millionième partie du quart du méridien terrestre). L'entrée est actuellement gratuite. La colonne offre un panorama à 360° de la Beauce.
Pont sur la Juine
Le pont sur la Juine du XVIIe siècle est classé au titre des monuments historiques le 13 juillet 1979.

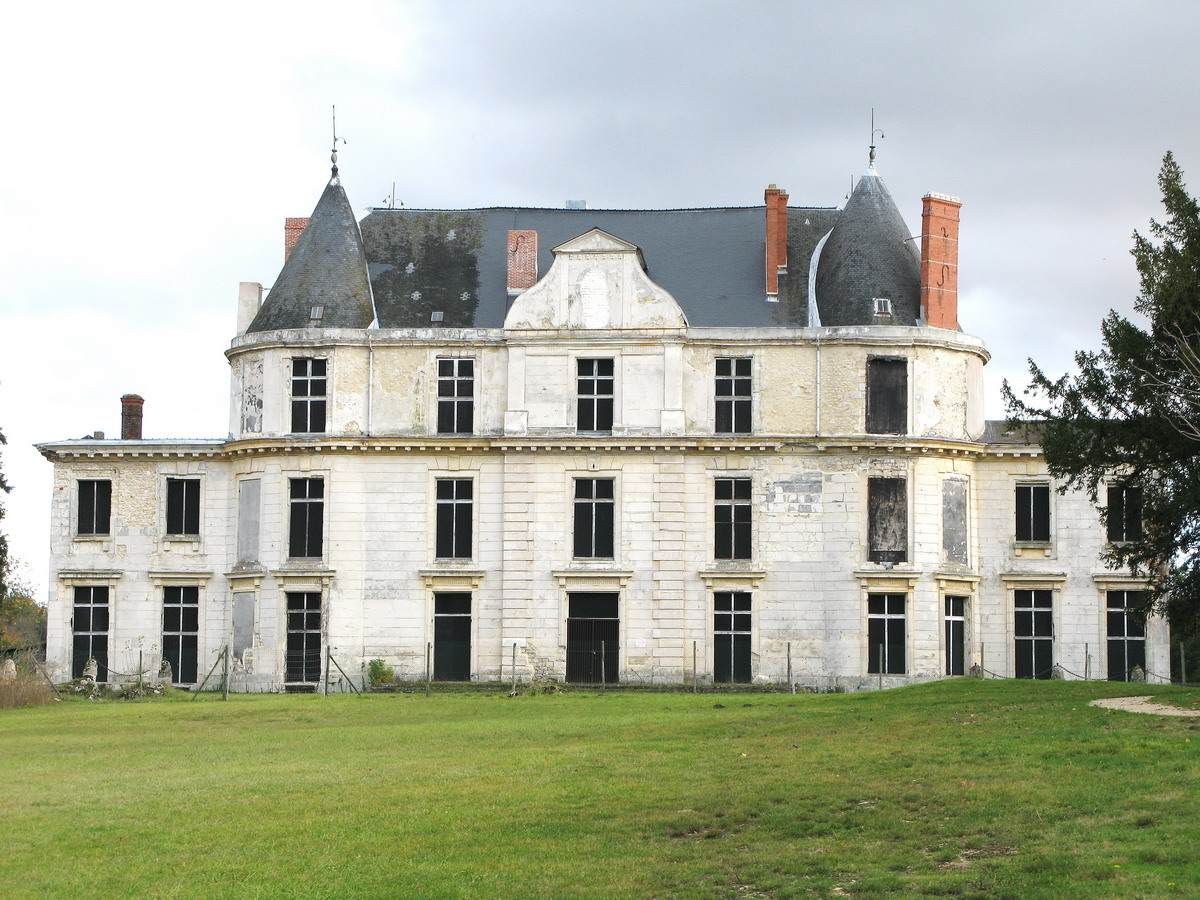
Le château de Méréville.
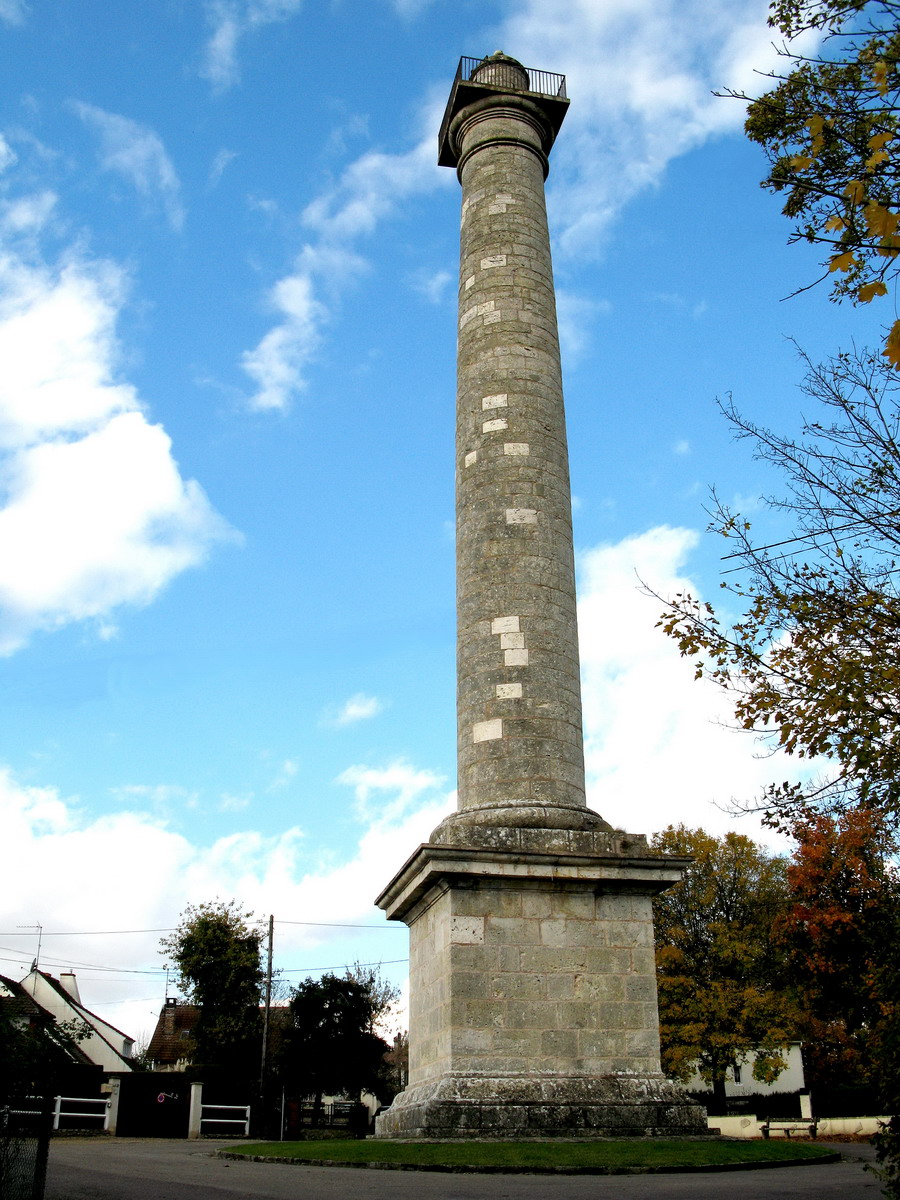
La Colonne Trajane.
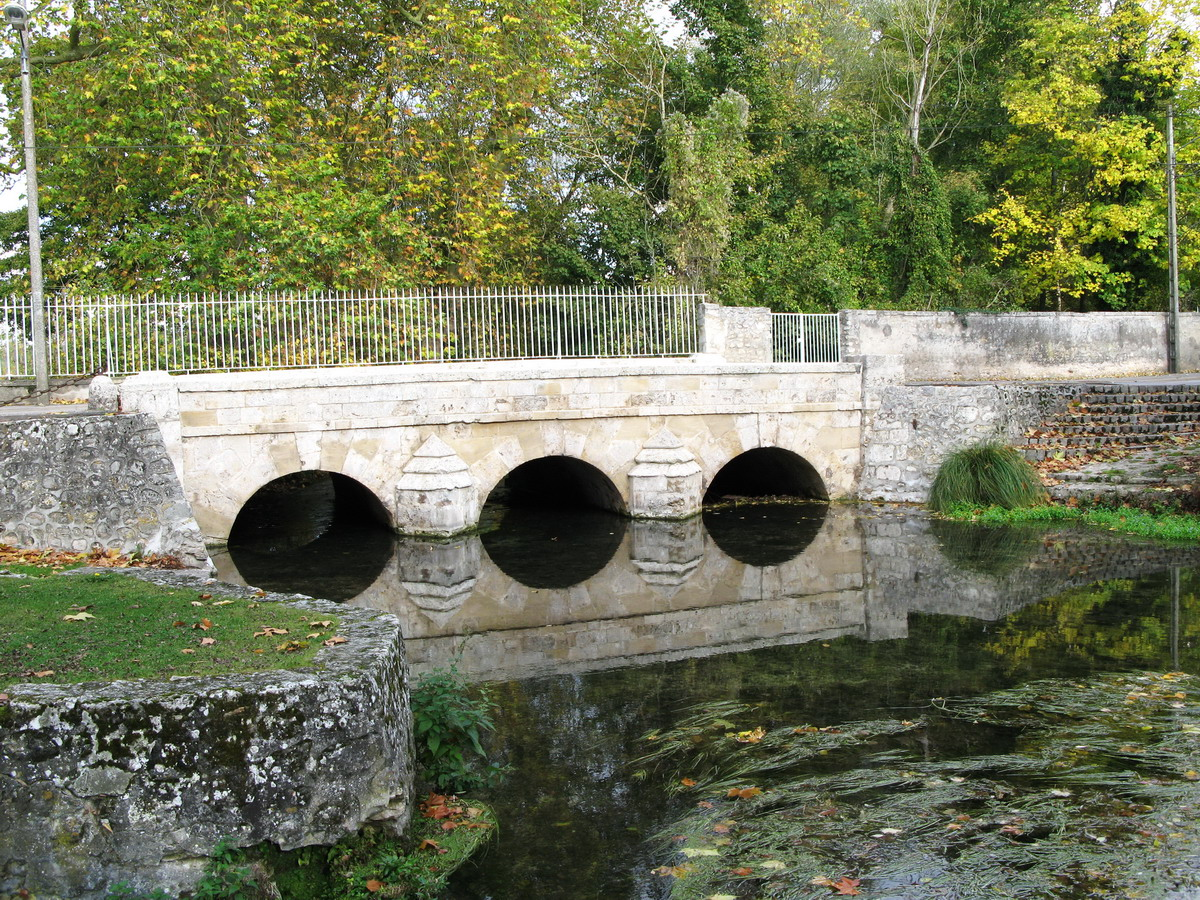
Le pont du Moulin dans le parc du château.

Le lavoir
Le lavoir, comme le Moulin du pont, faisait partie des fabriques du parc de Méréville. Il y a quelques décennies, il était encore le lieu de rendez-vous des Mérévilloises qui lavaient leur linge en commentant l'actualité du village : l'écrivain Jean-Louis Bory nous a laissé de truculentes descriptions de ces scènes. Situé au bord de la Juine, dans un cadre des plus pittoresques, le lavoir fut classé au titre des monuments historiques en 1977.
L'église Saint-Pierre-ès-Liens

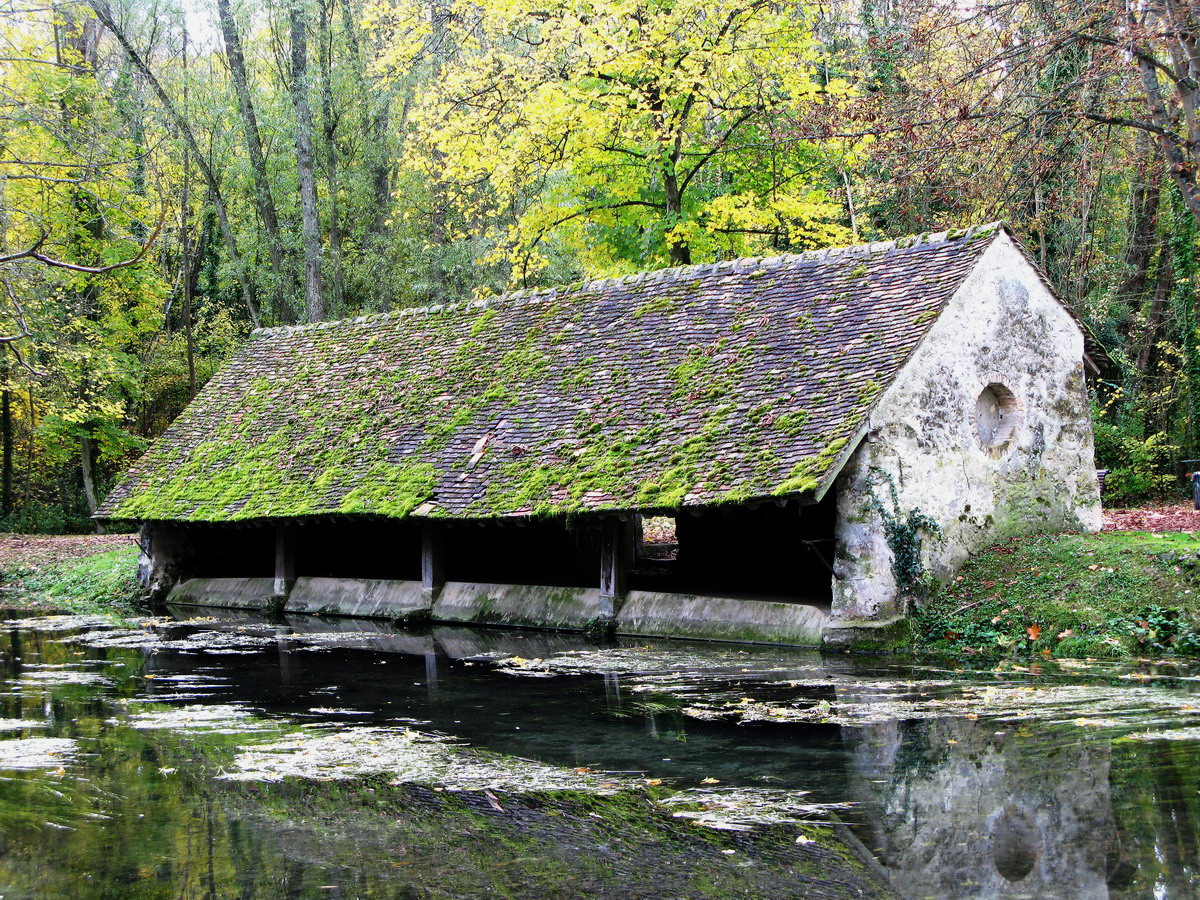
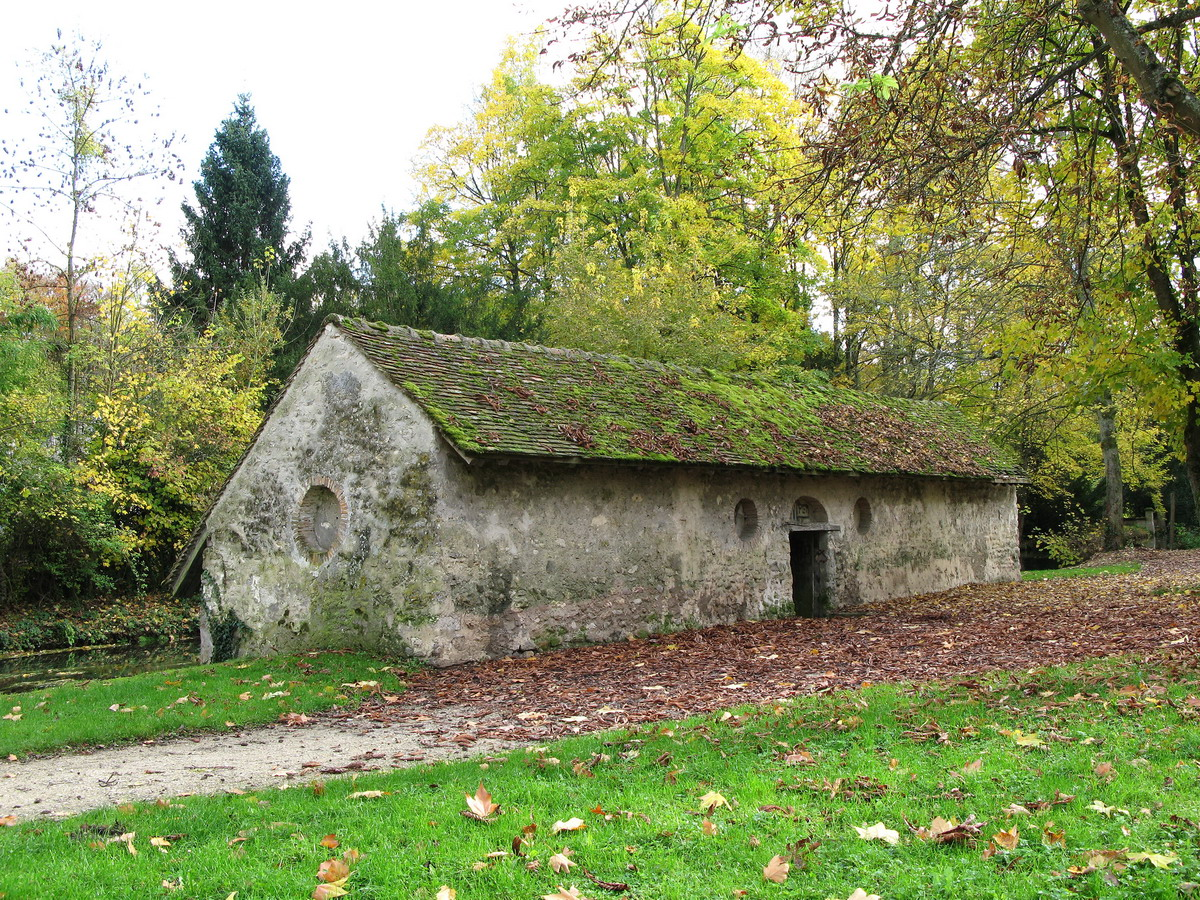
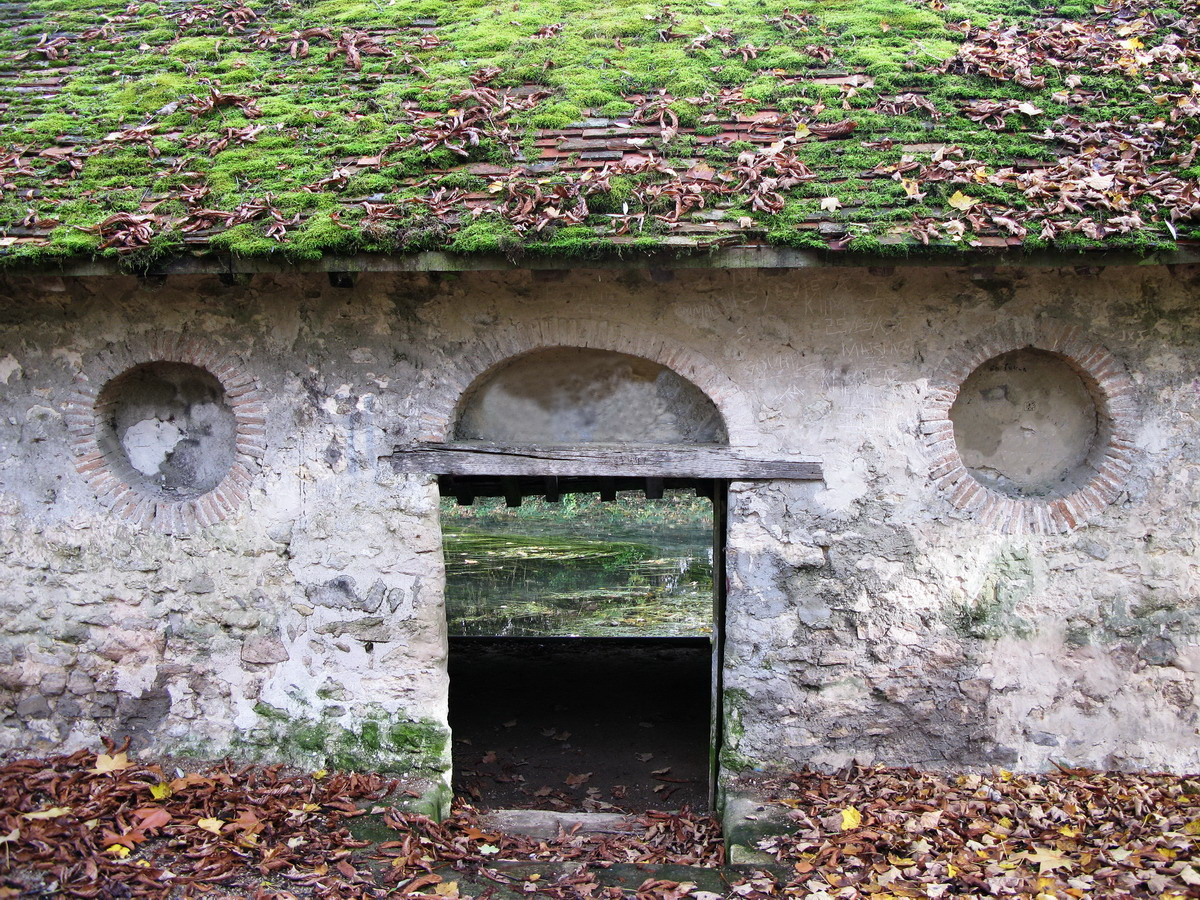

Le clocher, accolé à l'église, fut réalisé en deux périodes, romane au XIIe siècle puis rehaussé au début du gothique au XVIe siècle en même temps que le plan général prenait forme de basilique tout en conservant ses ouvertures de style roman. Il reste de l'époque carolingienne des morceaux des bas-côtés. La nef fut rehaussée au XVIe siècle et elle connut de nombreuses réparations liées à la guerre de Cent Ans, aux guerres de religion, à un ouragan au XVIIe siècle, mais surtout à la Révolution française qui en fit une salpêtrière. La voûte s'effondra en 1799 pour n'être relevée, autant que possible à l'identique, qu'en 1824, cette restauration correspondant au retour des propriétaires du château et de leurs successeurs (familles de Laborde et de Saint-Roman).
En décembre 1959, un incendie d'une crèche de Noël endommagea l'intérieur de l'église. Les orientations de Vatican II furent donc appliquées, ce qui valut à l'église un aménagement très dépouillé.
En 1942, Philippe Cara Costea, natif de Méréville, fils du médecin local, avait offert les deux premiers vitraux contemporains (ceux du chœur). En 1970, il la grande Croix de 6 m de hauteur, sculptée en creux, située derrière le nouveau maître-autel central, dans le cadre des restaurations. En 1998, il crée les douze vitraux contemporains manquants, représentant des événements marquants de la vie de Jésus (Rosaire), vitraux qu'il avait dessinés 55 ans plus tôt.
En plus de la "Trilogie Caracostea", des objets ayant survécu à l'incendie furent restaurés.
Des tableaux religieux des XVIIe et XVIIIe siècles ornent les fonts baptismaux et la nef centrale. Au moins trois sont des objets monuments historiques. Ils furent soit donnés par des pèlerins de retour de Saint-Jacques de Compostelle, soit offerts par les descendants de la famille de Laborde.
Quatre vitraux du XIXe siècle se trouvent sur les bas-côtés.

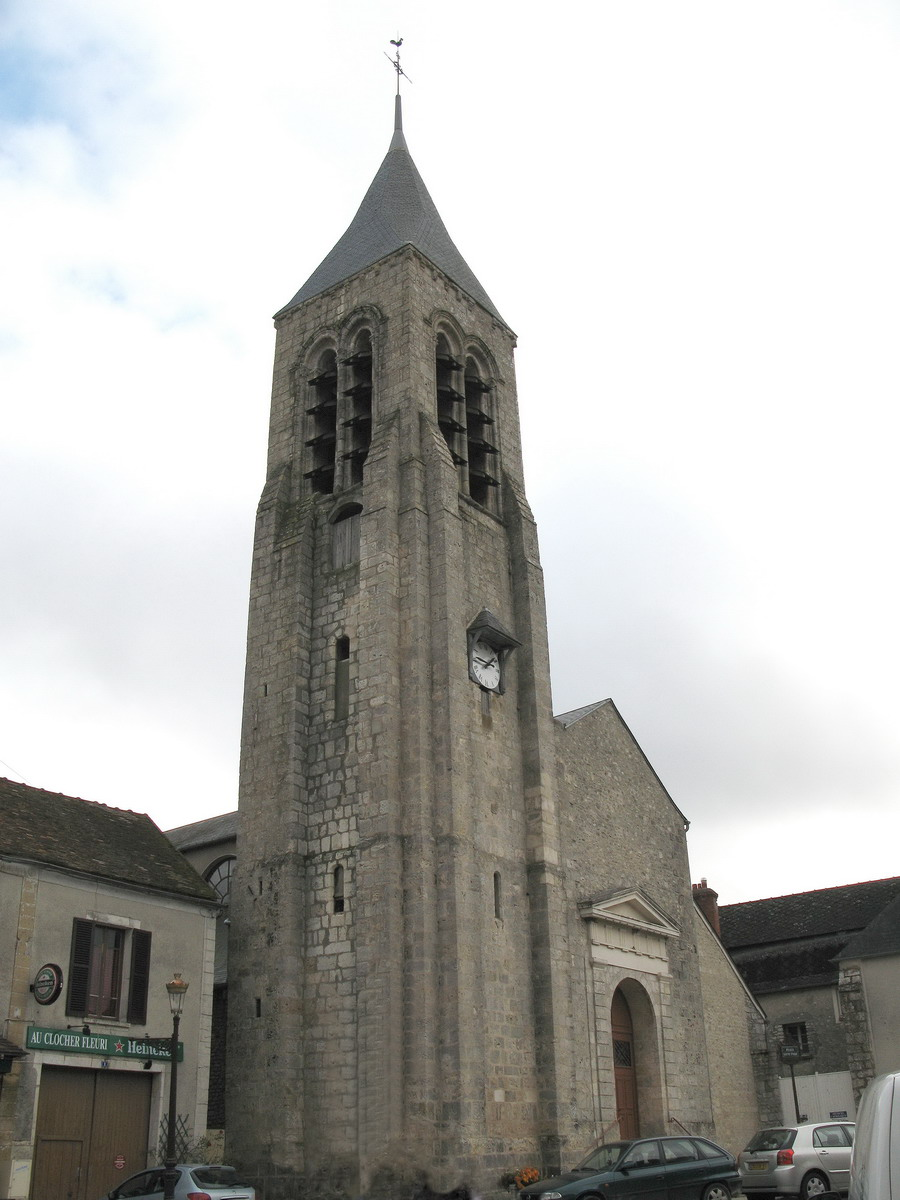
Le clocher de l'église.
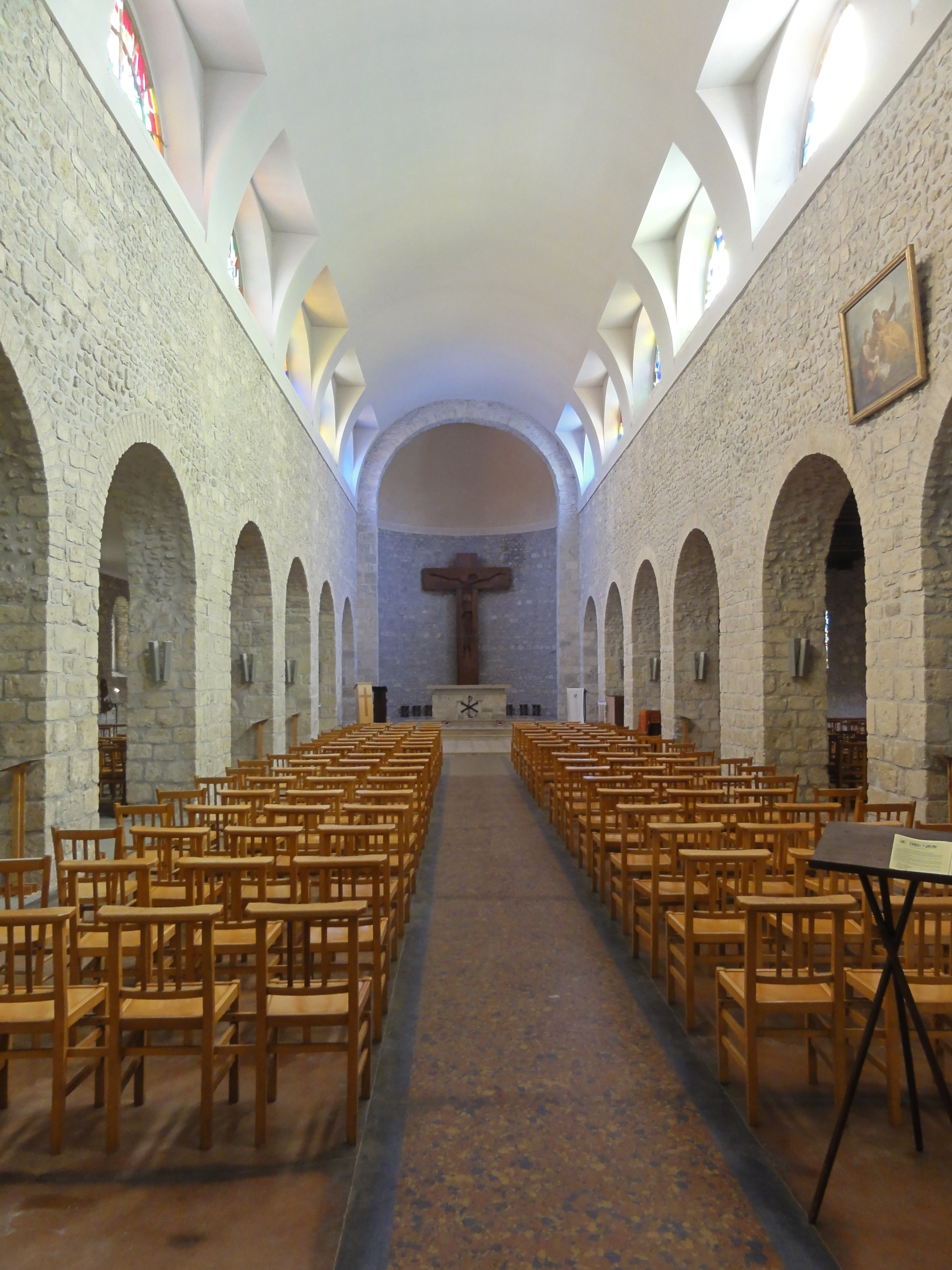
La nef de l'église.
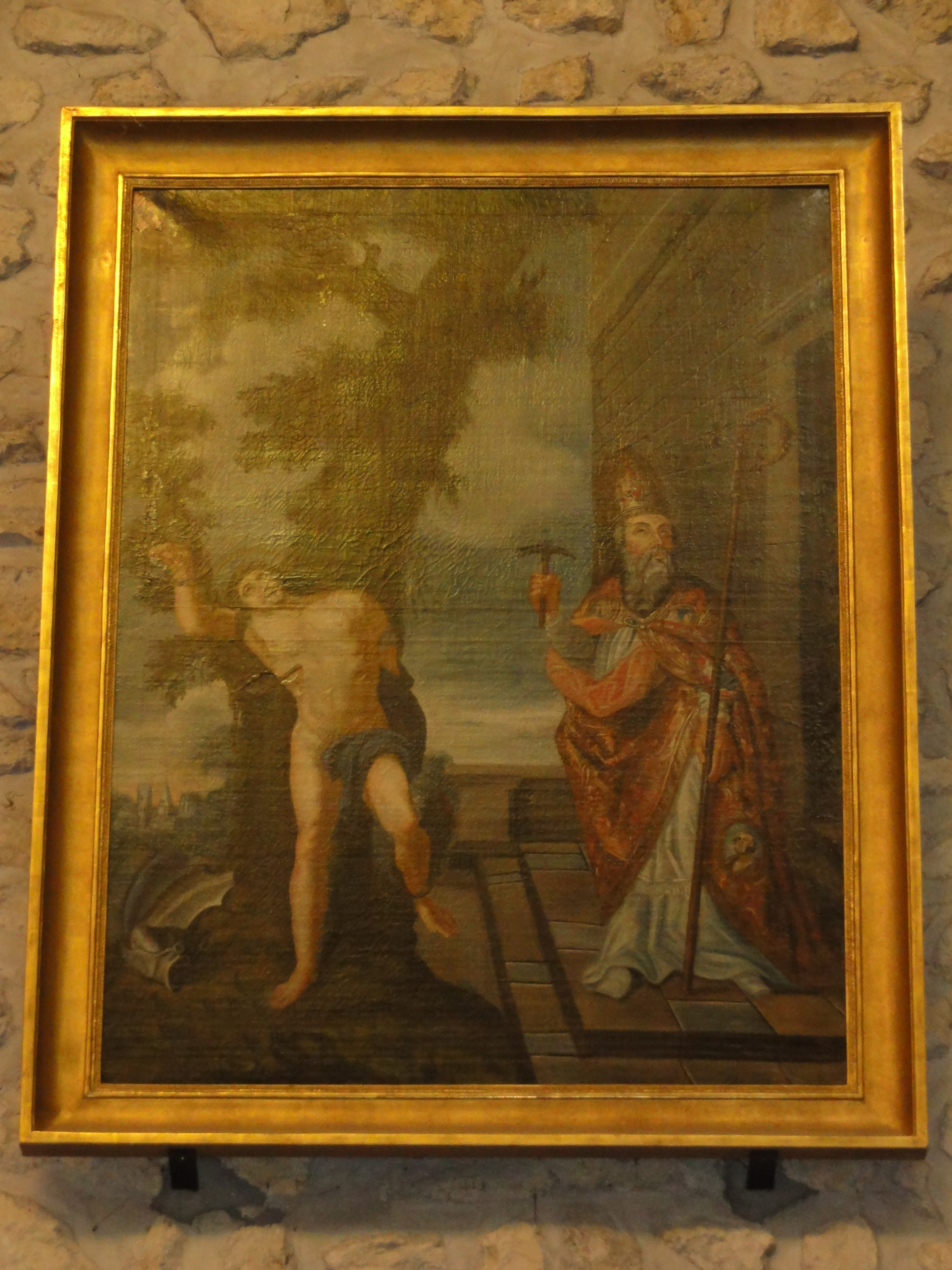
Le tableau de saint Sébastien et saint Éloi  Classé MH
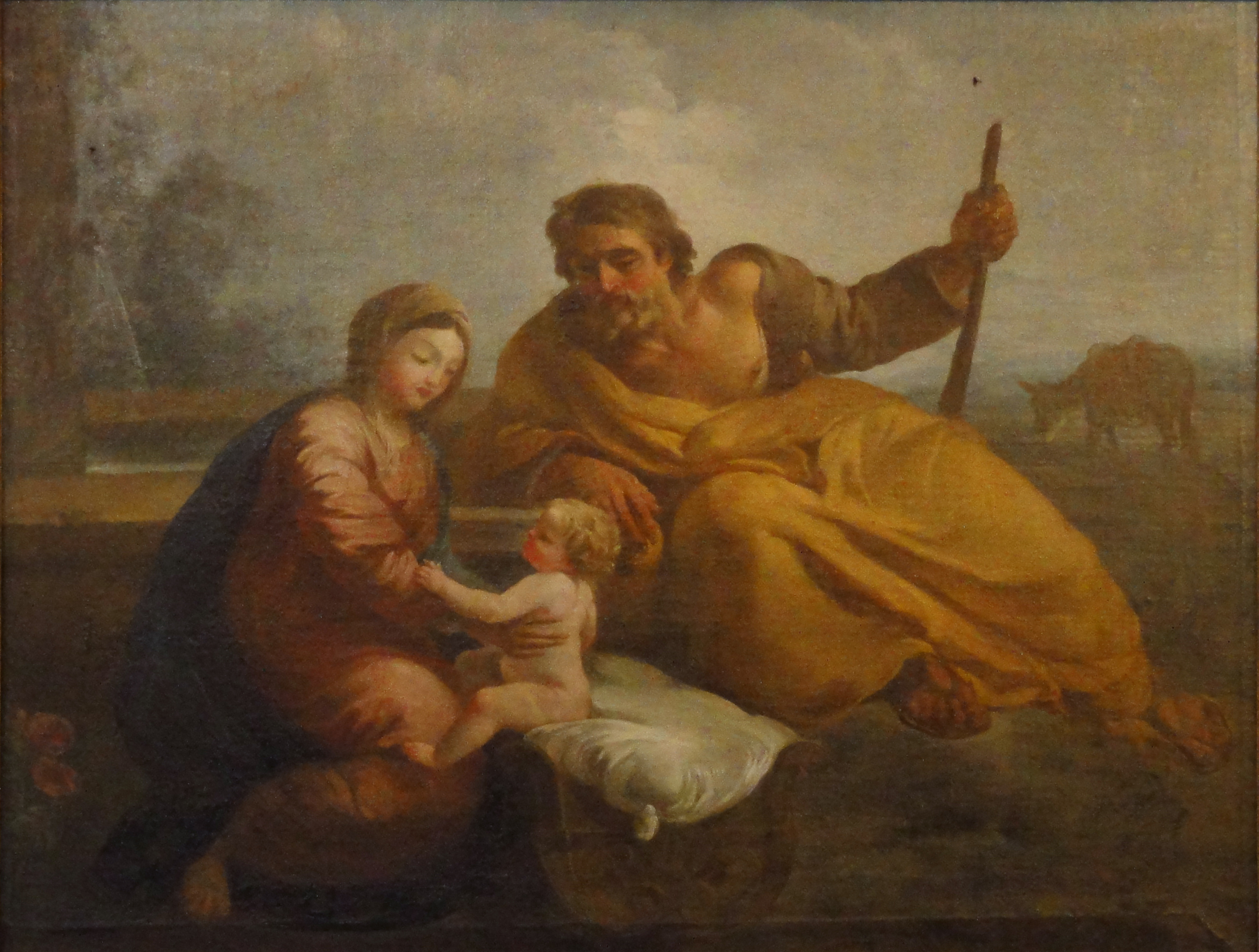
Le tableau de la Sainte Famille. Classé MH
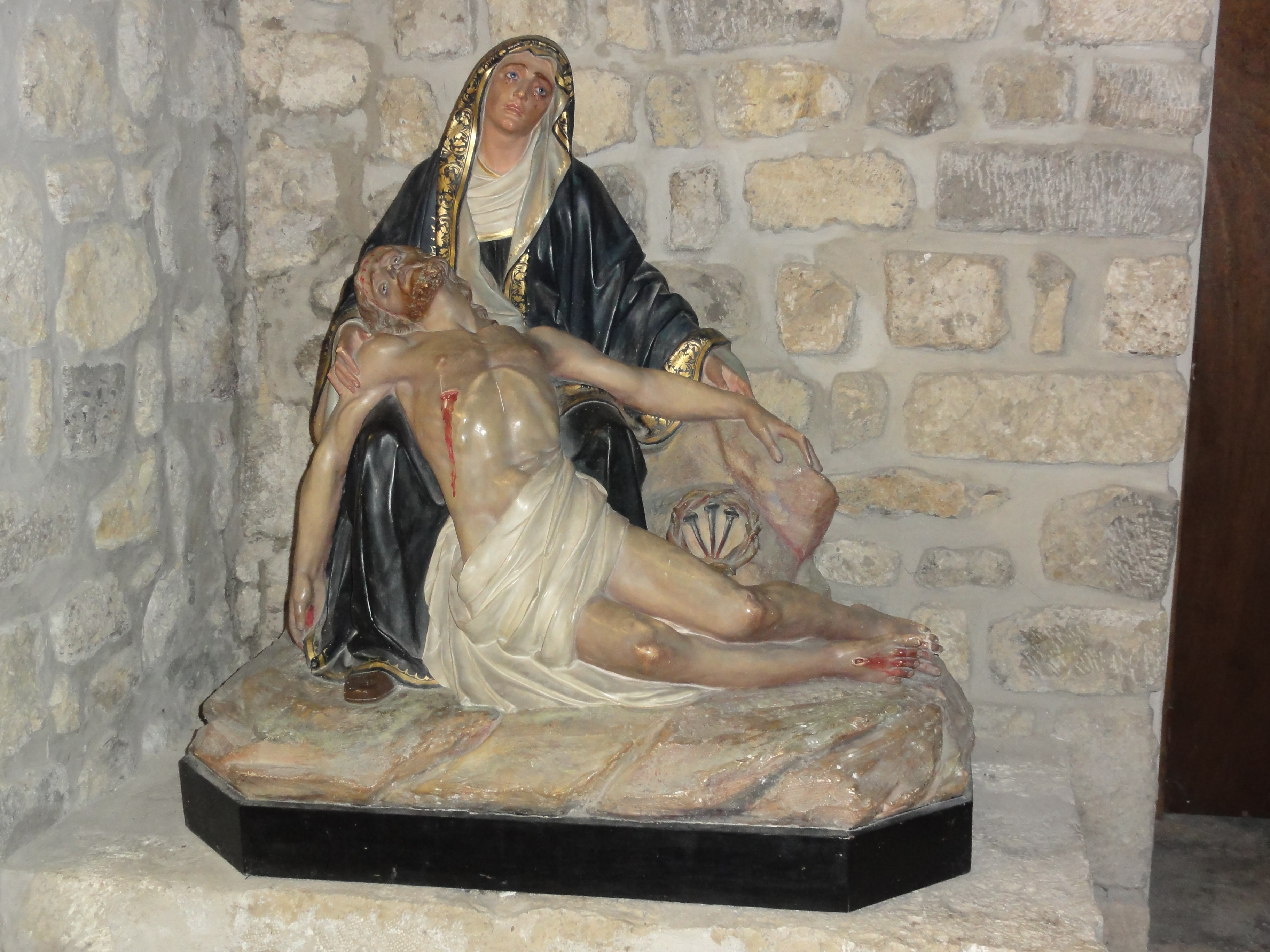
La piéta.

### Personnalités liées à la commune
- Hugues Ier du Puiset (?-1096), aristocrate, en fut le seigneur.
- Orson de Nemours (1165-1233), aristocrate, en fut le seigneur.
- Jean-Joseph de Laborde (1724-1794), banquier, surintendant sous Louis XVI, y vécut.
- Hubert Robert (1733-1808), artiste peintre, y séjourna.
- François Louis Jean-Joseph de Laborde de Méréville (1761-1802), banquier et homme politique, y vécut.
- Édouard Jean Joseph de Laborde de Marchainville (1762-1786), navigateur, y vécut.
- Ange Auguste Joseph de Laborde de Boutervilliers (1766-1786), navigateur, y vécut.
- Alexandre de Laborde (1773-1842), archéologue et homme politique, y vécut.
- Blaise Cendrars (1887-1961), écrivain, y séjourna et y rédigea La Fin du monde filmée par l'Ange N.-D en 1917[77].
- Charles Baudry (1891-1968), homme politique, y est né.
- Guidette Carbonell (1910-2008), céramiste, y vécut.
- Jean-Louis Bory (1919-1979), écrivain et journaliste, y est né, y a vécu et y est mort.
- Jacques Bodoin (1921-2019), chansonnier, y vécut.
- Philippe Cara Costea (1925-2006), peintre et sculpteur, y est né et y vécut.

### Héraldique
| Blason de Méréville. | Les armes de Méréville se blasonnent : D'azur au chevron d'or, accompagné en chef de deux roses, et en pointe d'une gerbe du même. |

### Méréville dans les arts et la culture
- Les armes de Méréville reprennent le blason de la famille de Laborde et furent offerts par celle-ci en 1940 avec la devise "Ex Parvo Multum" (De peu…(faire)…beaucoup)
- L'artiste peintre Hubert Robert (1733-1808) réalisa une toile intitulée Vue d'un parc avec un pont, représentant le parc de Méréville, aujourd'hui conservé au musée des Beaux-Arts de Rouen[79]. Architecte-paysager de grand talent, il fut invité à séjourner à Méréville par le marquis de Laborde, afin d'y réaliser le parc romantique (jardins à l'anglaise) qui porte son nom.
- Méréville a inspiré le village fictif de Jumainville, lieu du livre Mon village à l'heure allemande, prix Goncourt 1945 de Jean-Louis Bory, natif du village.
- L'incendie de l'église Saint-Pierre-ès-Liens en 1959 a engendré une « restauration moderne ». S'est ainsi exprimé le peintre sculpteur Philippe Cara Costea, natif du village, ami de Philippe Lejeune (fondateur de l'École de peinture d'Étampes), de J.-L. Bory et de Geneviève Dormann écrivains. Entre 1970 et 2006 sont ainsi créés la Grande Croix, 12 vitraux et les 14 stations du chemin de croix.